# Teoría de la satisfacción de la expiación
La teoría de la satisfacción de la expiación es una teoría de la teología católica que sostiene que Jesucristo redimió a la humanidad mediante la satisfacción de la desobediencia de la humanidad a través de su propia obediencia supererogatoria. La teoría se basa principalmente en las obras de Anselmo de Canterbury, concretamente en su Cur Deus Homo ("¿Por qué Dios era un hombre?"). Se ha enseñado tradicionalmente en la Católica Romana tradición de la Cristiandad occidental. Dado que una de las características de Dios es la justicia, las afrentas a esa justicia deben ser expiadas. Se relaciona, pues, con el concepto jurídico de equilibrar una injusticia.
Anselmo consideraba su visión de la satisfacción de la expiación como una clara mejora sobre la antigua teoría del rescate de la expiación, que consideraba inadecuada, debido a su noción de una deuda contraída con el diablo. La teoría de Anselmo fue precursora de las innovaciones de teólogos posteriores como Juan Calvino, que introdujeron la idea de Cristo sufriendo el justo castigo del Padre como sustituto vicario.

## Desarrollo inicial de la teoría
La formulación clásica anselmiana del punto de vista de la satisfacción debe distinguirse de la sustitución penal. Ambas son formas de teoría de la satisfacción en el sentido de que hablan de cómo la muerte de Cristo fue satisfactoria, pero la sustitución penal y la satisfacción anselmiana ofrecen diferentes interpretaciones de cómo la muerte de Cristo fue satisfactoria. Anselmo habla del pecado humano como una defraudación a Dios del honor que le corresponde. La muerte de Cristo, acto supremo de obediencia, honra sobremanera a Dios. Como fue más allá de la llamada del deber para Cristo, es más honor del que estaba obligado a dar. Por tanto, el excedente de Cristo puede compensar nuestro déficit. De ahí que la muerte de Cristo sea sustitutiva; él paga el honor al Padre en lugar de que lo paguemos nosotros. La sustitución penal difiere en que ve la muerte de Cristo no como un pago a Dios por el honor perdido, sino como el pago de la pena de muerte que siempre había sido la consecuencia moral del pecado (por ejemplo, Génesis 2:17; Romanos 6:23). La diferencia clave aquí es que para Anselmo, la satisfacción es una alternativa al castigo, "es necesario que el honor arrebatado sea devuelto, o bien que siga el castigo"  Al satisfacer Cristo nuestra deuda de honor con Dios, evitamos el castigo. En el Sustitución Penal Calvinista, es el castigo el que satisface las exigencias de la justicia.
También hay que distinguir entre la sustitución penal (Cristo castigado en lugar de nosotros) y la expiación sustitutiva (Cristo sufre por nosotros). Ambas afirman la naturaleza sustitutoria y vicaria de la expiación, pero la sustitución penal ofrece una explicación específica de para qué sirve el sufrimiento: El castigo.
[Agustín de Hipona enseña la expiación sustitutiva. Sin embargo, la interpretación específica difería en cuanto a lo que significaba este sufrimiento por los pecadores. Los primeros Padres de la Iglesia, incluidos Atanasio y Agustín, enseñaron que mediante el sufrimiento de Cristo en lugar de la humanidad, nos venció y liberó de la muerte y del demonio. Así, mientras que la idea de la expiación sustitutiva está presente en casi todas las teorías de la expiación, la idea específica de satisfacción y sustitución penal son desarrollos posteriores en la Iglesia latina.

## San Anselmo vincula la expiación y la encarnación

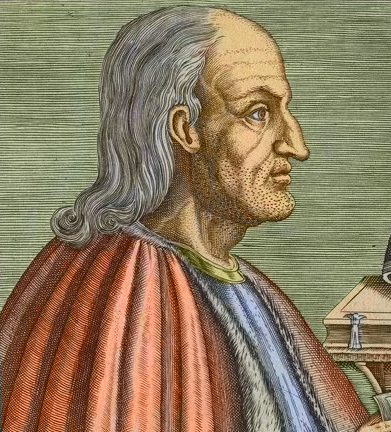
San Anselmo de Canterbury

Anselmo de Canterbury articuló por primera vez el punto de vista de la satisfacción en su Cur Deus Homo?, como una modificación a la teoría del rescate que se postulaba por entonces en Occidente. La entonces vigente teoría del rescate de la expiación sostenía que la muerte de Jesús pagó un rescate a Satanás, permitiendo a Dios rescatar a aquellos bajo la esclavitud de Satanás. Para Anselmo, esta solución era inadecuada. ¿Por qué el Hijo de Dios tenía que convertirse en humano para pagar un rescate? ¿Por qué debía Dios algo a Satanás?
En su lugar, Anselmo sugirió que "nosotros" tenemos con Dios una deuda de honor: "Esta es la deuda que el hombre y el ángel tienen con Dios, y nadie que pague esta deuda comete pecado; pero todo el que no la paga peca. Esta es la justicia, o rectitud de voluntad, que hace al ser justo o recto de corazón, es decir, de voluntad; y esta es la única y completa deuda de honor que tenemos con Dios, y que Dios exige de nosotros." Habiendo faltado a esta deuda con Dios, no basta con restablecer la justicia originariamente debida, sino que hay que satisfacer también la ofensa al honor de Dios. "Además, mientras no restituya lo que ha quitado, permanece en falta; y no bastará con restituir lo que se ha quitado, sino que, teniendo en cuenta el desprecio ofrecido, debería restituir más de lo que quitó." Esta deuda crea un desequilibrio en el universo moral; Dios no puede simplemente ignorarlo según Anselmo. La única manera de satisfacer la deuda era que un ser de grandeza infinita, actuando como hombre en nombre de los hombres, pagara la deuda de justicia contraída con Dios y satisficiera la lesión del honor divino. A la luz de este punto de vista, el "rescate" que Jesús menciona en los Evangelios sería un sacrificio y una deuda pagada únicamente a Dios Padre.
Anselmo no se refirió directamente a la posterior preocupación del calvinista por el alcance de la satisfacción por los pecados, si se pagó por toda la humanidad universalmente o sólo por individuos limitados, pero indirectamente su lenguaje sugiere lo primero. Tomás de Aquino atribuye más tarde específicamente un alcance universal a esta teoría de la expiación en consonancia con el dogma católico anterior, al igual que los luteranos en la época de la Reforma.

## Tomás de Aquino

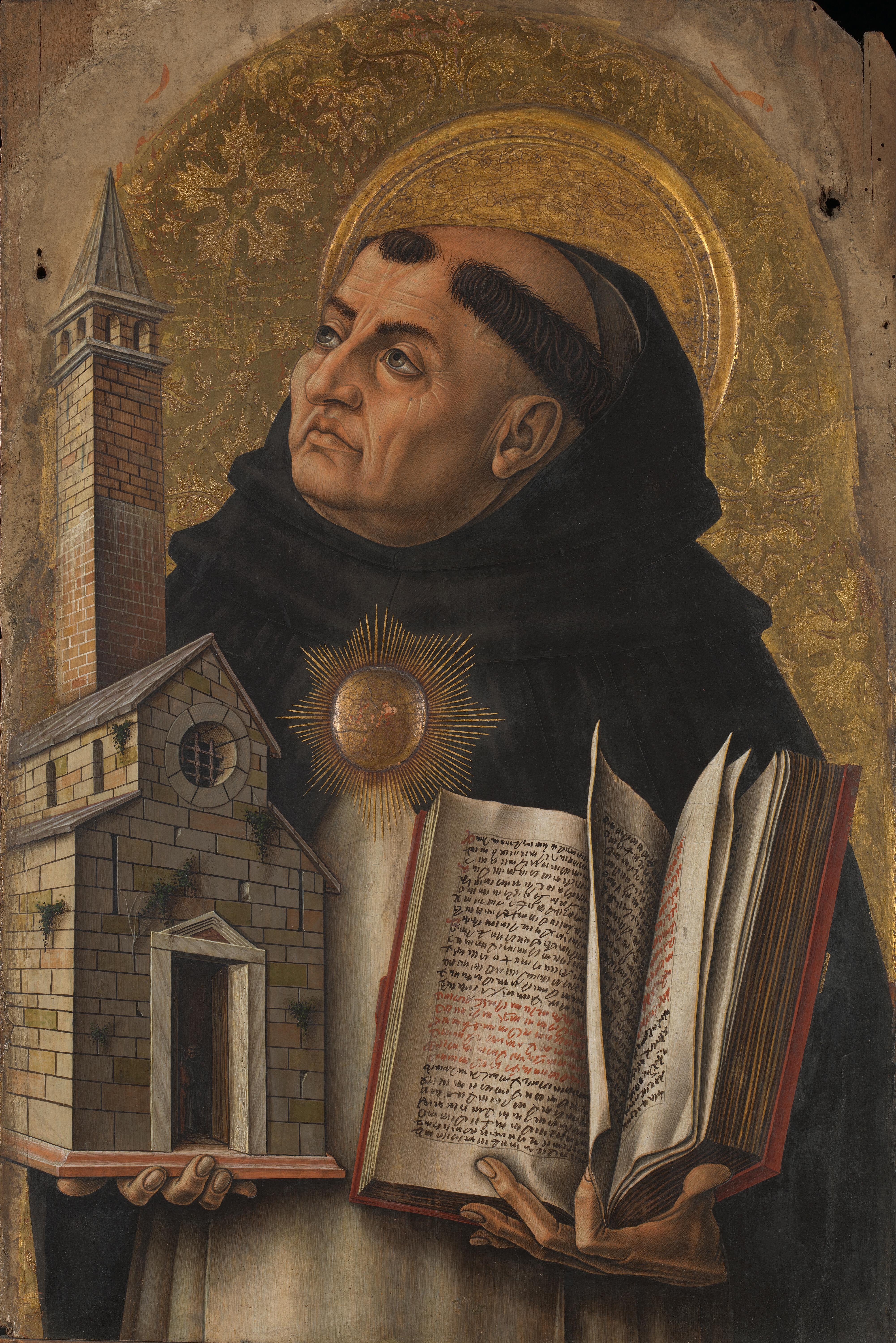
Santo Tomás de Aquino

Tomás de Aquino considera la expiación en la Summa Theologiae', desarrollando la comprensión católica ahora estándar de la expiación. Para Aquino, el principal obstáculo para la salvación humana reside en la naturaleza humana pecadora, que condena a los seres humanos a menos que sea reparada o restaurada por la expiación. En su sección sobre el hombre, considera si el castigo es bueno y apropiado. Concluye que:
1. El castigo es una respuesta moralmente buena al pecado: es una especie de medicina para el pecado, y tiene como objetivo la restauración de la amistad entre el malhechor y el agraviado.
2. "Cristo soportó un castigo satisfactorio, no por sus pecados, sino por los nuestros".
3. La expiación es posible por unión metafísica, "La cabeza y los miembros son como una sola persona mística; y por lo tanto la satisfacción de Cristo pertenece a todos los fieles por ser sus miembros. Además, en la medida en que dos hombres son uno en la caridad, uno puede expiar por el otro, como se mostrará más adelante"[10] El ofensor se une metafísicamente, a través del bautismo, a aquel (Cristo) que sufre el castigo.

En su sección sobre la Encarnación, Aquino argumenta que la muerte de Cristo satisface la pena debida por el pecado, y que fue la Pasión de Cristo específicamente lo que se necesitó para pagar la deuda del pecado del hombre. Para Aquino, la Pasión de Jesús proporcionó el mérito necesario para pagar por el pecado: "En consecuencia, Cristo con su Pasión mereció la salvación, no sólo para sí mismo, sino también para todos sus miembros," y que la expiación consistió en que Cristo entregó a Dios más "de lo que se requería para compensar la ofensa de todo el género humano." Así, Aquino cree que la expiación es la solución de Dios a dos problemas. La pasión y muerte de Cristo, en la medida en que sirven para dar satisfacción, son la solución al problema del pecado pasado; y, en la medida en que Cristo merece la gracia por su pasión y muerte, son la solución al problema del pecado futuro. De este modo, Aquino articuló el comienzo formal de la idea de una superabundancia de méritos, que se convirtió en la base del concepto católico del tesoro del mérito. Aquino también articuló las ideas de la salvación que ahora son estándar dentro de la Iglesia Católica: que la gracia justificante se proporciona a través de los sacramentos; que el mérito condigno de nuestras acciones es igualado por el mérito de Cristo del tesoro del mérito; y que los pecados pueden clasificarse como mortal o venial.
Esto suena como sustitución penal, pero Aquino tiene cuidado de decir que no quiere decir que esto sea tomado en términos legales:

"Si hablamos de aquel castigo satisfactorio, que uno toma sobre sí voluntariamente, uno puede soportar el castigo de otro..... Si, en cambio, hablamos de castigo infligido a causa del pecado, en cuanto que es penal, entonces cada uno es castigado por su propio pecado solamente, porque el acto pecaminoso es algo personal. Pero si hablamos de una pena que es medicinal, de este modo sí sucede que uno es castigado por el pecado de otro."
Thomas Aquinas

Lo que él entiende por "castigo satisfactorio", en oposición al castigo que es "penal", es esencialmente la idea católica de penitencia. Aquino se refiere a la práctica diciendo: "A los penitentes se les impone un castigo satisfactorio" y define esta idea de "castigo satisfactorio" (penitencia) como una compensación del dolor autoinfligido en igual medida que el placer derivado del pecado. "El castigo puede igualar el placer contenido en un pecado cometido."
Aquino considera que la penitencia tiene dos funciones. En primer lugar pagar una deuda, y en segundo lugar servir de remedio para evitar el pecado. En este último caso dice que como remedio contra el pecado futuro, la satisfacción de uno no aprovecha a otro, pues la carne de un hombre no se amansa con el ayuno de otro y de nuevo un hombre no se libera de culpa por la contrición de otro Según Aquino, Cristo llevó un castigo satisfactorio, no por sus pecados, sino por los nuestros La penitencia que hizo Cristo tiene su efecto en el pago de la "deuda de castigo" contraída por nuestro pecado.
Este es un concepto similar al de Anselmo de que los humanos tienen una deuda de honor con Dios, con una diferencia crítica: Mientras que Anselmo dijo que nunca podríamos pagar esto porque cualquier bien que pudiéramos hacer se le debía a Dios de todos modos, Aquino dice que además de nuestra obediencia debida podemos compensar nuestra deuda a través de actos de penitencia "el hombre le debe a Dios todo lo que es capaz de darle ... por encima de lo cual puede ofrecer algo a modo de satisfacción".[cita requerida] A diferencia de Anselmo, Aquino afirma que podemos satisfacer por nuestro propio pecado, y que nuestro problema no es nuestro pecado personal, sino el pecado original. "El pecado original... es una infección de la propia naturaleza humana, de modo que, a diferencia del pecado actual, no podría ser expiado por la satisfacción de un simple hombre" Así, Cristo, como el "segundo Adán", hace penitencia en nuestro lugar - pagando la deuda de nuestro pecado original.[cita requerida]

## Calvino atribuye la expiación a los individuos

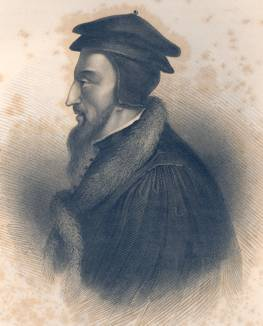
Juan Calvino

Juan Calvino fue uno de los primeros teólogos sistemáticos de la Reforma. Como tal, quiso resolver el problema de la expiación de Cristo de una manera que consideraba justa a las Escrituras y a los Padres de la Iglesia, rechazando la necesidad del mérito condigno. Su solución fue que la muerte de Cristo en la cruz no pagó una pena general por los pecados de la humanidad, sino una pena específica por los pecados de personas individuales. Es decir, cuando Jesús murió en la cruz, su muerte pagó la pena en ese momento por los pecados de todos los que se salvan (pasados, presentes y futuros). Una característica obviamente necesaria de esta idea es que la expiación de Cristo es limitada en su efecto sólo para aquellos que Dios ha elegido para salvarse, ya que la deuda por los pecados se pagó en un momento concreto (en la crucifixión).